# مستشفى ولاية هافرفورد
مستشفى ولاية هافرفورد كان مستشفى للأمراض النفسية خارج فيلادلفيا. تحتل أراضيها السابقة الواسعة الأجزاء الشمالية من مقاطعة ديلاوير غرب مدينة فيلادلفيا، في هافرفورد.
مشروع سكني، محميّة هافرفورد، يحتل الآن الموقع السابق للملجأ.

## تاريخ
تمّ بناء المستشفى عام 1964 كمستشفى على أحدث طراز. وتمكّن المرضى من استخدام صالة البولينج، والغرف الخاصّة، والأنشطة التّرفيهية، وتمّ منحهم وظائف داخل المستشفى، مع تمكن البعض من المغادرة بانتظام. يتألّف المجمّع من ثلاث وعشرين مبنى، أكبرها هو مركز العناية المركزة للحالات الحادّة، المسمى هيلتوب (المبنى 4). يحتوي المرفق أيضًا على مصنع غلايات، ومرآب، ومستودع، ومبنى إداري، ومبنى ترفيهي، وخمسة أجنحة معالجة ممتدة، وجناحين لكبار السّن، ومبنيين للمطبخ.
تم تسريح فيكتوري جيوري من خلال أمر إحضار فياليوم الثالث من شهر سبتمبر 1969. 
ووقت إغلاقها عام 1998، كان المشرف عليها هو إيدان ألتينور. كان إغلاقها جزئيًا بسبب دعوى قضائية مبنية على قانون الأمريكيين ذوي الإعاقة لعام 1990، بالإضافة إلى إلغاء المؤسساتيّة العامّة لنظام المستشفيات الحكوميّة. عندما تمّ إغلاقه، تمّ نقل معظم المرضى إلى مستشفى ولاية نوريستاون. تمّ استخدام الأرض لعدة سنوات كمسكن، على الرغم من أن هذا الاستخدام توقف في السنوات التي سبقت هدمها وإعادة تطويرها.

### فضيحة المبيعا
في الرابع عشر من شهر نوفمبر عام 2006، وافق مجلس مفوضي بلدة هافرفورد على اتفاقية البيع والخطط الأوليّة لتطوير الأراضي. كان من المقرّر أن يشمل تطوير محمية هافرفورد مئة منزل متنقل ومئة وثمانٍ وتسعين وحدة سكنية، بالإضافة إلى العديد من الملاعب الرّياضية وأكثر من مئة وعشرين منطقة للترفيه. كان المستشفى أيضًا هدفًا في العام السابق للأشخاص الذين يبحثون عن النّحاس والمعادن الثّمينة الأخرى. في الخامس من أبريل عام 2007، قدم المدعي العام في بنسلفانيا لائحة اتهام ضد مفوض الحي الخامس فريد سي. موران بالتزامن مع بيع ممتلكات مستشفى الولاية، زاعمًا أن موران قد كشف عن العطاءات السرية للمطورين المحتملين الآخرين إلى أحد المقاولون. أدين موران بالرشوة في الأمور الرسمية والسياسية في عام 2008، وخسر استئنافه.

### تطوير
بدأ هدم المستشفى في أوائل يونيو عام 2007، بدءاً بالمباني الإدارية والتّرفيهية، ثم أجنحة العلاج الموسعة وطبّ المسنين. آخر مبنيين هدما هما مصنع الغلايات، ومبنى هيلتوب المكون من خمسة طوابق، والذي تم هدمه في السابع عشر من يناير 2008.
تمّ تطوير الجزء العلوي من العقار إلى مساكن، بينما تمّ تطوير الجزء السّفلي إلى مناطق رياضية وترفيهيّة للبلدة. تمّ الحفاظ على الغابات المحيطة بالممتلكات في الجنوب والغرب. تشتمل المحميّة على أكثر من خمسة أميال من مسارات المشي لمسافات طويلة وملعب وحديقة للكلاب وحقلين عشبيين وملعب واحد من العشب الاصطناعي وملعب بيسبول من العشب الاصطناعي وكرة البيسبول الماسيّة ومركز ترفيهي وبيئي مجتمعي. 

## روابط خارجية
- إغلاق ولاية هافرفورد: تقرير خاص